# Tiganophytaceae
Tiganophytaceae — родина рослин порядку Brassicales, що складається з єдиного монотипного роду Tiganophyton, представленого видом T. karasense. Родина є ендеміком Намібії, зустрічається в посушливому регіоні Карас на півдні Намібії.